# 白鰭粒鯰
白鰭粒鯰，為輻鰭魚綱鯰形目粒鯰科的其中一種，為熱帶淡水魚，分布於亞洲寮國南部湄公河支流流域，體長可達2.5公分，棲息在底中層水域，生活習性不明。